# 옥은혜
옥은혜는 대한민국의 희극 배우이다.

## 출연작

### 방송
- 개그투나잇 (SBS)
- 웃찾사 (SBS)
- 하땅사 (MBC)